# Chilli (Sängerin)

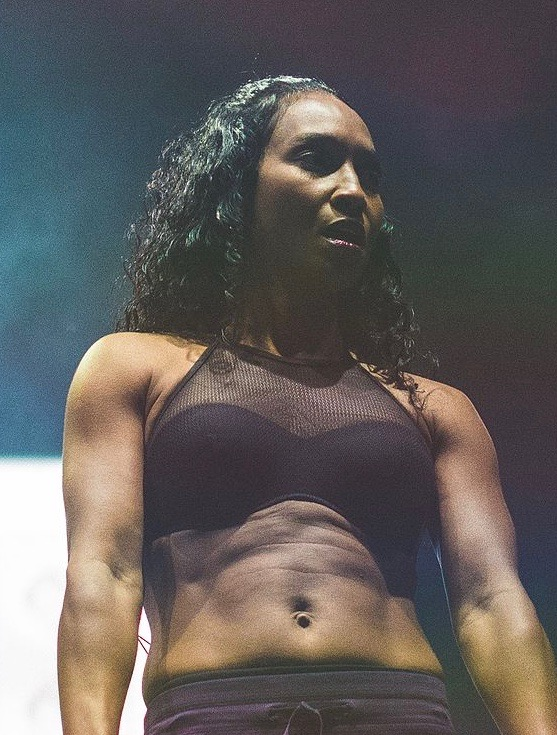
Chilli (2016)

Chilli (* 27. Februar 1971 als Rozonda Ocelean Thomas in Atlanta) ist eine US-amerikanische Sängerin und Schauspielerin. Sie wurde als Mitglied des R&B-Trios TLC bekannt. 

## Leben
Thomas wurde 1971 in Atlanta als Tochter eines Arabers und einer afro-amerikanischen Mutter geboren. Ihr Vater verließ die beiden schon vor ihrer Geburt. In ihrer Schulzeit wurde sie mit Rassismus konfrontiert und hatte oft Schlägereien mit Mitschülern. Nachdem sie die High School abgeschlossen hatte, wollte sie zunächst Modedesignerin werden. Einige Umwege führten jedoch zu einer Anstellung als Tänzerin, bevor sie wenig später von ihrer künftigen Managerin Pebbles entdeckt und 1991 zusammen mit Tionne Watkins und Lisa Lopes als TLC unter Vertrag genommen wurde. Sie ersetzte noch vor Unterzeichnung des Vertrages die Sängerin Crystal Jones, die eigentlich als drittes TLC-Mitglied geplant war.
1995 lernte sie im Alter von 25 Jahren in der US-Talkshow The Sally Jessy Raphaël Show ihren leiblichen Vater kennen. Zwei Jahre später bekam sie einen Sohn, dessen Vater ihr damaliger Freund und TLC-Produzent Dallas Austin ist. Sie modelte für Tommy Hilfiger und gründete ihren eigenen Verlag, T-Ron Music. Als Schauspielerin hatte sie in Filmen und Serien wie Schneefrei und Die wilden Siebziger kleinere Nebenrollen. Von 2001 bis 2004 war sie mit dem R&B-Sänger Usher zusammen.
Bis 2008 arbeitete Chilli an ihrem Soloalbum Bipolar, dessen Veröffentlichung ursprünglich für Mitte 2007 via Akons Sublabel Konvikt Records vorgesehen war. Für die Produktion der Platte zeichneten unter anderem Missy Elliott, Polow da Don, Dallas Austin und Rapper Akon verantwortlich. Das Album blieb unveröffentlicht, nur einzelne Songs wurden im Internet geleakt.

## Filmografie
- 1992: CBS Schoolbreak Special (Fernsehserie, eine Folge)
- 1994: House Party 3
- 1997: Hav Plenty
- 2000: Schneefrei (Snow Day)
- 2000: Love Song: The Beat of Life (Fernsehfilm)
- 2000: Ein ganz besonderes Weihnachtsfest (A Diva's Christmas Carol, Fernsehfilm)
- 2001: Ticker
- 2002: TLC: Life in 3D (Fernsehfilm)
- 2003: Die wilden Siebziger (That ’70s Show, Fernsehserie, eine Folge)
- 2004: Die Parkers (The Parkers, Fernsehserie, eine Folge)
- 2004: Strong Medicine: Zwei Ärztinnen wie Feuer und Eis (Strong Medicine, Fernsehserie, eine Folge)
- 2011: Single Ladies (Fernsehserie, vier Folgen)
- 2017: Marshall